# 지상윤
지상윤(1997년 9월 4일~ )은 대한민국의 배우이다.

## 학력
- 2019년 ~ 중앙대학교 연극학과 재학

## 출연

### 방송

#### 드라마
- 2021년 KBS 2TV 《빨강구두》 - 이건욱 역
- 2022년 KBS 1TV 《내 눈에 콩깍지》 - 허세희 역
- 2023년 KBS 2TV 《비밀의 여자》 - 알렉스 역 (우정출연) - 판도라 대표

### 영화
- 2018년 《리엔의 진주》